# Tephrosia argyrotricha
Tephrosia argyrotricha är en ärtväxtart som beskrevs av Hermann August Theodor Harms. Tephrosia argyrotricha ingår i släktet Tephrosia och familjen ärtväxter. Inga underarter finns listade i Catalogue of Life.